# 那启明
那启明（1929年—），辽宁凤城人，锡伯族，朝鲜战争時期中国人民志愿军飞行员。

## 簡歷
1947年，那启明于家乡参加东北民主联军，在安东（今丹东）军区警卫团二营四连当战士。1948年秋，因英勇表现，两次获得战功。1949年2月，调入华北军区，于中国人民解放军208师622团担任文化干事。
1950年初，被选拔为飞行员，开始接受训练。1952年3月，飞行经验不多的他进入朝鲜战场参战。
1952年6月，成功击落3架联合国军飞机，被授予二等功两次、三等功一次。被授予朝鲜民主主义人民共和国军功章、朝鲜民主主义人民共和国三级国旗勋章。